# Petar Barbarić
Petar Barbarić (19 de maio de 1874 - 15 de abril de 1897) era um noviço católico romano de Šiljevišta, perto de Ljubuški, Vilaiete da Bósnia (atual Bósnia e Herzegovina), que estava no meio de seus estudos para o sacerdócio antes de morrer de tuberculose. Ele fez sua profissão solene como um jesuíta antes de sua morte ao se dar conta de sua condição. Barbarić era conhecido por sua devoção ao Sagrado Coração de Jesus Cristo e por sua natureza carismática entre seus pares.
Em 18 de março de 2015, ele foi proclamado Venerável depois que o Papa Francisco reconheceu o fato de que Barbarić viveu uma vida de virtudes heróicas.

## Vida
Petar Barbarić nasceu na Bósnia e Herzegovina em 1874, filho de Ante e Kate Barbarić, e era descendente de croatas. Ele tinha oito irmãos; um foi o companheiro franciscano (religioso: Marko) Barbarić-Lesko (19 de fevereiro de 1865 - 6 de fevereiro de 1945) que foi assassinado e cuja causa de santidade começou. Passou a infância na fazenda com as ovelhas e era conhecido por ser um ávido leitor de textos religiosos. Enquanto estava nos campos, ele tinha seu cajado em uma das mãos e recitava rosários na outra. Seus pais também iniciaram sua educação inicial com instrução em catecismo.
Em 1886, a escola local da aldeia foi aberta e ele logo entrou para começar seus estudos. Ele completou seus estudos em 1888, antes do tempo exigido para o período escolar. Se estivesse na escola pelo período tradicional, teria concluído seus estudos em 1890. Ele terminou seu tempo na escola com honras. Como não tinha condições financeiras de continuar seus estudos, tornou-se aprendiz em Vitina, onde se tornou assistente de vendas e balconista. Ele permaneceu lá até 1889 
Ele começou seus estudos para o sacerdócio em Travnik com a ajuda de seu ex-professor Tomislav Vuksan, quando este recebeu este último pedindo recomendações dos melhores alunos qualificados para os estudos posteriores ou para o sacerdócio. Barbarić e seu pai viajaram para Travnik após sua partida em 24 de agosto de 1889 e chegaram em 27 de agosto seguinte. Ele era conhecido por sua declaração de que preferia morrer a ofender Jesus Cristo. Em 1892, ele se qualificou na língua italiana e fez cursos de francês e alemão. Ele acreditava que isso o ajudaria no futuro para ouvir confissões. Barbarić foi nomeado prefeito de sua classe e encorajou seus pares a receber a Eucaristia no final da primeira semana de cada mês na data da Paixão do Senhor. Em 1896, ele decidiu não se tornar apenas um padre diocesano, mas um jesuíta.
Ele demonstrou os primeiros sinais de gripe após retornar de uma viagem para fora da cidade com seus amigos em 7 de abril de 1896. Menos de uma semana depois da Páscoa, o grupo passou as férias em um piquenique e foi pego por uma tempestade. No entanto, isso transcendeu para tuberculose sem o conhecimento dos especialistas que o prescreveram para um descanso de verão em sua casa. Barbarić passou um verão sereno em casa, mas não sabia de sua condição, que piorou quando ele voltou para os estudos, embora não soubesse que havia contraído tuberculose até ser reexaminado quando voltou para os estudos. Ele tinha dificuldade para andar e precisava usar uma bengala para se locomover em uma sala e foi forçado a abandonar os estudos para se recuperar.
No dia 11 de março de 1897 disse ao seu confessor: “Fiz uma novena a São Francisco Xavier para pedir a cura e amanhã iniciaremos uma novena a São José pedindo a boa morte”. Ele recebeu a Unção dos Enfermos no dia 10 de abril seguinte. A aprovação - na forma de uma dispensa especial - para ele fazer sua profissão solene como um jesuíta veio naquela semana, o que permitiu a Barbarić se preparar. Queria professar a 15 de abril, mas o seu confessor transferiu-a para 13 de abril, por acreditar que Barbarić não sobreviveria até então. Emitiu os votos solenes na noite de 13 de abril de 1897 às 21h00.
Barbarić morreu em 15 de abril de 1897 - por ocasião da Última Ceia - devido à tuberculose. Ele não podia falar muito neste momento e não podia comer. Nas primeiras horas da tarde pediu um crucifixo no qual o beijou e disse: "Jesus". Às 14h, ele deu um suspiro profundo e morreu. Ele foi enterrado em 17 de abril com o hábito de jesuíta. Seus restos mortais foram realocados em 1935, embora removidos e escondidos em 1944 até serem comprados novamente e mais tarde realocados pela última vez em 1998 para a igreja de Saint Alojzije.

## Processo de beatificação
O processo de beatificação começou em Vrhbosna em 1939 - sob o Papa Pio XII - em um processo informativo que tinha a tarefa de compilar toda a documentação relativa à vida e santidade do falecido seminarista. O processo encerrou seus negócios em 1943, durante a Segunda Guerra Mundial. Teólogos afirmavam em um decreto de 1945 que todos os seus escritos estavam de acordo com o magistério da fé. O segundo processo - após o reacendimento da causa décadas depois - estendeu-se de 1998 a 2007. Esses processos foram validados em Roma a pedido da Congregação para as Causas dos Santos em 2012.
Os historiadores se reuniram para discutir a causa em 20 de novembro de 2012 para verificar se existiam obstáculos históricos e a razão pela qual a causa não havia sido apresentada anteriormente como um reconhecimento de santidade. As questões históricas adquiridas em questão foram tratadas em um nível adequado e, assim, a causa foi aprovada em 20 de novembro de 2012.
Em 18 de março de 2015, o título de Venerável foi conferido a ele depois que o Papa Francisco assinou um decreto que reconhecia o fato de que Barbarić tinha vivido uma vida cristã modelo de virtude heróica.
O milagre necessário para sua beatificação foi investigado na diocese de sua origem e foi validado por autoridades em Roma em 13 de junho de 2014.
O atual postulador designado para a causa é o padre jesuíta Anton Witwer.